# Badesee Walldorf
Der Badesee Walldorf ist ein mesotrophes Stillgewässer nordöstlich des Stadtteils Walldorf der Stadt Mörfelden-Walldorf, Hessen.

## Geografie
Der etwa 17,3 Hektar große Baggersee liegt in der Untermainebene auf einer Höhe von 107 m ü. NN. Unmittelbar westlich verläuft die Bundesautobahn 5, östlich die Bundesstraße 44 und 700 m östlich befindet sich der Langener Waldsee.
Der See besitzt keine oberflächigen Zu- und Abläufe. Sein Wasser bezieht er hauptsächlich aus Niederschlägen, er ist also ein sogenannter Himmelsteich. Nur in geringem Umfang sickert ihm auch Grundwasser aus den Sohlen des nördlich verlaufenden Gundbaches sowie des südlich fließenden Wurzelbaches zu.
Im Südwesten ragt in den See eine etwa 150 m lange Halbinsel hinein, auf der sich das Vereinsheim der Angler sowie ein Bootsanleger befinden.

## Geschichte
Der Badesee Walldorf war ursprünglich eine Kiesgrube und wurde nach dem Ende des Kiesabbaus im Jahr 1970 von der damals noch selbständigen Gemeinde Walldorf erworben. Um das Gewässer trotz der Nähe zu den vielbefahrenen Straßen für den Badebetrieb attraktiv zu machen, wurden 10.000 Grünpflanzen im Uferbereich gepflanzt.

## Nachnutzung
Der See dient der fischwirtschaftlichen Nutzung und dem Badebetrieb. Das Gelände ist umzäunt und bis 2018 wurde Eintritt verlangt. Im südlichen Bereich befinden sich ein Sandstrand, sanitäre Einrichtungen und ein Kiosk. Das Nordufer ist verschilft und als FKK-Bereich bekannt. Nachdem es 2011 dort vermehrt zu Unsittlichkeiten gekommen war, wurden einzelne Hausverbote erteilt und das Gelände teilweise gesperrt.
2019 wurde die Bademöglichkeit am Badesee Walldorf zur „Badestelle Walldorf“ umgewidmet. Daraus folgt, dass es am See keine Wasseraufsicht mehr gibt, außer es wird gesondert darauf hingewiesen. Baden erfolgt auf eigene Gefahr. Hintergrund sind haftungsrechtliche Fragen und die Beweislastumkehr. Seitdem ist der Eintritt frei, für das Parken wird weiterhin eine Gebühr erhoben.
Der Fischbesatz umfasst Karpfen, Schleien, Brachsen, Hechte, Zander, Barsche, Welse, Aale und verschiedene Weißfischarten.

## Verkehrsanbindung

### Auto
Durch die Lage direkt an der B44 ist der Badesee nur vermeintlich gut mit dem Auto zu erreichen. Da es nur im Süden einen kleinen Parkplatz gibt, ist das Abstellen des Autos problematisch. Deshalb kommt es insbesondere an Wochenenden immer wieder zu zugestellten Straßen und Radwegen. Erst durch Abschleppaktionen scheint sich die Situation zu bessern. Die Stadt Mörfelden-Walldorf rät explizit, wenn möglich mit dem Fahrrad zu kommen.

### Fahrrad
Der Badesee ist aus allen Richtungen über Wald- oder Radwege mit dem Fahrrad zu erreichen. Die Stadt Mörfelden-Walldorf rät explizit, mit dem Fahrrad zu kommen.

### Öffentlicher Nahverkehr
Vom Bahnhof Walldorf ist der Badesee über die ausgeschilderte „Familienroute“ über ruhige Waldwege entlang der Riedbahn zu erreichen. Mit der S7 ist eine Anbindung im Halbstundentakt gegeben.